# Powaqqatsi
Powaqqatsi ist der zweite Teil der Qatsi-Trilogie von Godfrey Reggio.
Powaqqatsi ist ein Wort aus der Sprache der Hopi-Indianer, das so viel bedeutet wie „ein Wesen“, „eine Lebensart, die die Lebenskräfte anderer Wesen aufbraucht um sein eigenes Leben zu fördern/unterstützen“. Der Film erschien 1988 in den Kinos und wurde 2002 mit Naqoyqatsi fortgesetzt.

## Inhalt
Thema des Films sind Fortschritt und Veränderung, hervorgerufen durch die Auswirkungen der Industrialisierung auf die Völker Asiens, Lateinamerikas und Afrikas. Dabei verweilt die Kamera oftmals minutenlang auf alltäglichen Prozessen der Menschen. Im ersten Teil des Films werden zahllose Männer in Serra Pelada gezeigt, die in einer Goldmine arbeiten und anfangs Säcke mit Erde tragen, später einen Mann, der von einem fallenden Stein getroffen wurde. Die Szenen werden oft überblendet und erzielen damit ein vielfältiges Erscheinungsbild. Der Schauplatz wechselt nach Afrika und Lateinamerika und gibt Einblick in das Leben der Menschen eines Dorfes. Auch hier tragen die Menschen etwas, aber nicht als Lohnarbeiter, sondern Ackerfrüchte für sich selbst und ihr Dorf. Während die Frauen sich um die Zubereitung der Nahrung kümmern, ziehen die Männer morgens los zum Fischfang und auch in den Dschungel und auf ihre Äcker. Lachende und tobende Kinder begegnen uns hier und auch in Asien. Hier gibt es volksfestartige und religiöse Szenen mit dem Blick auf Moscheen und Tempel, die Menschen, die dort beten oder im Dorf ihre Arbeiten verrichten. Ein buntes Gewirr von Menschen zieht durch die Straßen und schon bald wechselt das Bild der idyllischen Lebensweise zum hektischen Betrieb der modernen Städte mit schnellen Autos, Eisenbahnen, großen Bauten, Fernsehmeldungen, Menschenmassen, die sich eine militärische Parade ansehen oder auch zur Arbeit drängen. Überall ist Betriebsamkeit und Müll in den Städten, in denen sich Krähen tummeln. Vollbesetzte Züge, Blicke in ein Flüchtlingslager und Slums, arbeitende Menschen bei den unterschiedlichsten Tätigkeiten, ein ausgebranntes Auto, bettelnde Menschen. Der Film endet mit Bildern vom Anfang, die überblendet werden und die Arbeiter wie in Wasser schwimmend erscheinen lassen.
Wie sein Vorgänger Koyaanisqatsi und sein Nachfolger Naqoyqatsi, so kommt auch Powaqqatsi ganz ohne Dialoge aus. Philip Glass komponierte die Musik. Sie ist teilweise geprägt durch Einflüsse traditioneller asiatischer und afrikanischer Musik wie auch durch elektronische Klänge.

## Filmmusik
Die Filmmusik macht auch hier einen großen Teil der Gesamtwirkung aus.
Die auf Nonesuch Records 1988 erschienene CD wurde vom Philip Glass Ensemble unter der Leitung von Michael Riesman eingespielt und enthält folgende Stücke:
1. Serra Pelada (5:02)
2. The Title (0:23)
3. Anthem Part 1 (6:22)
4. That Place (4:41)
5. Anthem Part 2 (3:48)
6. Mosque And Temple (4:42)
7. Anthem Part 3 (8:11)
8. Train To São Paulo (3:04)
9. Video Dream (2:14)
10. New Cities In Ancient Lands, China (2:47)
11. New Cities In Ancient Lands, Africa (2:56)
12. New Cities In Ancient Lands, India (4:42)
13. The Unutterable (7:02)
14. Caught! (7:20)
15. Mr. Suso Part 1 (1:08)
16. From Egypt (3:23)
17. Mr. Suso Part 2 With Reflection (1:18)
18. Powaqqatsi (4:35)

Der Titel „Anthem Part 2“ wurde später in dem Hollywood-Film Die Truman Show aus dem Jahre 1998 von Peter Weir verwendet.

## Kritik
Das Lexikon des internationalen Films urteilte: „Ruhige, lange Einstellungen und die ihnen unterlegte Musik verstärken den meditativen Charakter dieses Thesenfilms, der durchaus widersprüchlich aufgenommen werden kann, durch sein nachvollziehbares humanes Anlegen aber in jedem Fall dikussionswert [sic] bleibt.“
Roger Ebert schrieb auf seiner Kritikerwebseite: Man erlebt „Bilder von erstaunlicher Schönheit,[…] Sequenzen, in denen wir die Sehenswürdigkeiten der Erde bestaunen, und doch, wenn der Film vorbei ist, haben wir das Gefühl, dass wir immer noch darauf warten, dass er beginnt.“ „Ich denke, die Botschaft war, dass der Mensch die Schönheit der Welt genommen und sie in eine überfüllte, umweltverrückte Travestie verwandelt hat.“
Bill McKibben äußerte sich in einem Essay: „Die Macht, die durch diese Bilder strömt, ist so gewaltig, dass es ehrlich gesagt schwer vorstellbar ist, dass wir ihr standhalten können. Aber wir werden es versuchen – und vielleicht werden wir mit der Art von Kreativität und Einsicht, die in diesen Filmen gezeigt wird, die Kraft des Geistes beschwören und sie gegen diese anderen gewaltigen Kräfte abwägen.“
kino.de wertete: „Nachhaltige Doku, die die Frage nach dem angemessenen Umgang des Menschen mit einer im ständigen Wandel begriffenen Welt stellt.“